# Titanic (film 1953)
Titanic (wym. ang. [taɪˈtænɪk]) – amerykański dramat filmowy z 1953, inspirowany historycznym zatonięciem „Titanica”. Fabuła skupia się na dziewiczym rejsie wielkiego, luksusowego transatlantyku, który zatonął 15 kwietnia 1912. Film, którego reżyserem był Jean Negulesco, zaskoczył widzów niezwykle sugestywną i dramatyczną wizją losów pasażerów w ostatnich godzinach tonącego liniowca. Został wyprodukowany przez 20th Century Fox, tak samo jak Titanic z 1997 w reżyserii Jamesa Camerona.

## Fabuła
Zmęczona nieudanym małżeństwem Julia postanawia uciec z dwójką dzieci do Ameryki. Wciąż kocha swego męża, lecz zdaje sobie sprawę, że wspólne życie będzie dla nich męką. W tajemnicy rezerwuje bilet na szeroko reklamowany rejs gigantycznym liniowcem. Richard w ostatniej chwili dowiaduje się o jej decyzji. Oszalały z rozpaczy kupuje bilet od jednego z pasażerów najniższej klasy. Pierwsze spotkanie następuje podczas posiłku. Znowu są razem i być może zanim dopłyną do Ameryki, zbudują swój związek na nowo. Nadchodzi jednak straszna noc katastrofy.

## Obsada
- Clifton Webb jako Richard Ward Sturges
- Barbara Stanwyck jako Julia Sturges
- Robert Wagner jako Gifford „Giff” Rogers
- Audrey Dalton jako Annette Sturges
- Harper Carter jako Norman Sturges
- Thelma Ritter jako Maude Young
- Brian Aherne jako kapitan Edward Smith
- Richard Basehart jako George S. Healey

## Nagrody
- Film zdobył Oscara w kategorii „Najlepszy Scenariusz Oryginalny” (Charles Brackett, Walter Reisch i Richard L. Breen) w 1953.